# Jan Ostrowski
Jan K. Ostrowski, né le 12 juin 1947 à Cracovie, est un historien de l'art polonais, professeur à l'université Jagellonne, directeur des collections nationales d'art (pl) du Musée du Château royal du Wawel, membre de l'Académie des arts et des sciences de Cracovie.

## Biographie
Jan  Ostrowski fait ses études, qu'il achève en 1970, à l'université Jagellonne. Il y reçoit ensuite son doctorat et son habilitation. En 1992, il y est nommé professeur. Il est spécialisé dans l'histoire de l'art moderne (XIXe et XXe siècles), en particulier dans les territoires orientaux de l'ancienne République des deux nations polono-lituanienne, professeur (aujourd'hui émérite) à l'Institut d'histoire de l'art de l'Université Jagellonne. Depuis 1989, il est directeur du Château royal du Wawel - Collections nationales d'art (pl). Il est membre actif depuis 2015 de l'Académie des arts et des sciences, dont il est président depuis le 1er septembre 2018,.
Il est également vice-président du Comité pour la restauration des monuments historiques de Cracovie (SKOZK) (pl).
Il est le créateur et le gestionnaire à long terme du programme d'inventaire des monuments d'art sacré dans les territoires orientaux de l'ancienne République polono-lituanienne, auteur et éditeur de nombreuses publications. Entre 2012 et 2015, il a été membre du Conseil des musées du ministère de la Culture et du Patrimoine national, ainsi que membre de la Commission centrale des diplômes et titres, du Comité des sciences de l'art de l'Académie polonaise des sciences.
De 1998 à 2002, il siège comme membre la diétine régionale de Petite-Pologne où il a été élu sur la liste de l'Union pour la liberté. En 2015, il fait partie du comité de soutien à Bronisław Komorowski avant l'élection présidentielle.
Ses souvenirs sur Marek Eminowicz (pl) sont rapportés dans le livre publié en 2009 Lubię swoje wady. Marek Eminowicz w opowieściach na siedemdziesięciopięciolecie.

## Œuvres (choix sommaire)
- La vie et l’œuvre de Johann Georg Pinsel, 2012
- Sztuka w Polsce od renesansu do rokoka
  - disponible en diverses langues, notamment en anglais  Art in Poland from the Renaissance to the Rococo
- La Place Royale de Nancy : remarques sur la genèse de l’architecture et les contenus symboliques, 2016
- L'Église Notre-Dame de Bonsecours à Nancy, 2012
- Piotr Michałowski et Paris - Piotr Michałowski dans le cercle des amis, étudiants et adeptes de Théodore Géricault, 2004
- Van Dyck et la peinture Génoise du XVIIe siècle : aux sources du Baroque dans un milieu artistique italien
- Les publications illustrées glorifiant le mécénat du roi Stanislas, duc de Lorraine : œuvre d'art et source pour histoire de l'art, 2016
- Cracovie, 1992 (paru en plusieurs langues)

## Prix et distinctions
Ordres et décorations
- Grand-Croix de l'Ordre Polonia Restituta (2010, en reconnaissance de « services exceptionnels à la culture nationale, pour ses réalisations dans le développement de la muséologie et la promotion des traditions polonaises »)
- Médaille d'honneur "Bene Merito" (pl) (2012)
- Croix d'honneur pour la science et l'art (en) de première classe (Autriche, 2003)
- Chevalier de la Légion d'honneur (France, 2011)
- Officier de l'ordre de Saint-Charles (Monaco, 2012)
- Chevalier de l'ordre national du Mérite
- Médaille d'or de la voïvodie de Petite-Pologne - Croix de la Petite-Pologne (2017)

Prix et distinctions
- Prix Aleksander-Gieysztor (pl) (2008)
- Prix de la ville de Cracovie (pl) (2010)
- Médaille d'or "Plus Ratio Quam Vis" décernée par le Recteur de l'Université Jagellonne (2018)